# Neoamphitrite affinis
Neoamphitrite affinis är en ringmaskart som först beskrevs av Anders Johan Malmgren 1866.  Neoamphitrite affinis ingår i släktet Neoamphitrite och familjen Terebellidae. Arten är reproducerande i Sverige. Utöver nominatformen finns också underarten N. a. antarctica.